# Markel Lozano
Markel Lozano Llona (Bilbao, Vizcaya, 3 de mayo de 1996) es un futbolista español que juega como centrocampista en la S. D. Ponferradina de la Primera División RFEF.

## Trayectoria
Markel se formó en la Ikastola Lauro y el Indartsu Club. En 2015 llamó la atención del Athletic Club, que lo incorporó al CD Basconia de Tercera División. Un año después, se marchó cedido a la SD Zamudio en Segunda B. De cara a la siguiente temporada fue cedido al Arenas Club. Tras no ser renovado por el club rojiblanco, decidió firmar ya en propiedad por el equipo arenero. Sin embargo, en enero de 2019 se marchó a la SD Amorebieta en busca de más oportunidades. Un año después, en enero de 2020, firmó un contrato de año y medio con el Celta de Vigo "B".
El 8 de julio de 2021 regresó a la SD Amorebieta, recién ascendida a Segunda División. Tras el descenso del club vizcaíno, el 18 de julio de 2022 firmó por la U. D. Logroñés de la Primera División RFEF. Un año más tarde se incorporó a la SD Ponferradina, que acababa de descender a Primera RFEF.

## Clubes
| Club                       | País   | Año         |
| -------------------------- | ------ | ----------- |
| Club Deportivo Basconia    | España | 2015 - 2016 |
| Sociedad Deportiva Zamudio | España | 2016 - 2017 |
| Arenas Club                | España | 2017 - 2019 |
| SD Amorebieta              | España | 2019 - 2020 |
| RC Celta de Vigo "B"       | España | 2020 - 2021 |
| SD Amorebieta              | España | 2021 - 2022 |
| U. D. Logroñés             | España | 2022 - 2023 |
| S. D. Ponferradina         | España | 2023 - act. |